# Zoonoza
Zoonoza je kužna živalska bolezen, ki se lahko prenese tudi na človeka. Povzročitelji zoonoz so bakterije, virusi, glive in zajedavci. Načini prenosa so lahko različni, na primer preko blata in drugih izločkov, mesa, mleka, jajc, z neposrednim stikom ali z biološkimi vektorji. Z živali se lahko prenese na ljudi več kot 30 bolezni; mednje spadajo na primer vranični prisad, leptospiroza, mikrosporija, smrkavost in steklina. Povzročitelji teh bolezni pri večini okuženih živali ne povzročajo hude oblike bolezni, toda po prenosu na drugo žival ali človeka lahko povzročijo hudo, dolgotrajno bolezen ali celo smrt.
Pomembne moderne bolezni, ko sta ebola in salmoneloza, so zoonoze. Tudi HIV je bil zoonotična bolezen, ki se je v zgodnjem 20. stoletju prenesel na človeka, vendar je tako mutiral, da gre sedaj za posebno človeško bolezen. Gripa je povečini človeška bolezen, številni sevi pa so zoonotični (ptičja gripa, svinjska gripa) – občasno pride do rekombinacije zoonotičnih in človeških sevov gripe, pri čemer lahko nov virus povzroči pandemijo, kot se je to zgodilo pri španski gripi leta 1918 in svinjski gripi leta 2009. Primer zajedavca, ki povzroča zoonozo, je Taenia solium, ki povzroča prašičjo trakuljavost in v endemičnih območjih predstavlja javnozdravstveni in veterinarski problem.
Okoli 1.415 poznanih patogenov, ki povzročajo kužne bolezni pri človeku, ima zoonotični izvor. Večina nalezljivih bolezni pri človeku izvira iz živali, vendar za prave zoonoze veljajo le tiste, pri katerih še vedno prihaja do prenosa iz živali na človeka (na primer steklina).